# Dabrafenib
Dabrafeníb,  po zaščitenim imenom Tafinlar, je protirakavo zdravilo iz skupine malih molekul za zdravljenje melanoma in nedrobnoceličnega pljučnega raka, v prisotnosti določene mutacije gena BRAF v tumorskih celicah (BRAF V600). Deluje kot zaviralec encima B-Raf, ki ima pomembno vlogo pri uravnavanju celične rasti. Uporablja se samostojno ali v kombinaciji s trametinibom.

## Zgodovina
Ameriški Urad za prehrano in zdravila je dabrafenib odobril za klinično uporabo maja 2013, Evropska agencija za zdravila pa avgusta istega leta.

## Klinična uporaba
Dabrafenib je odobren za:
- zdravljenje odraslih z neoperabilnim ali razsejanim melanomom z mutajo BRAF V600; uporablja se samostojno ali v kombinaciji s trametinibom;
- adjuvantno zdravljenje odraslih po totalni resekciji melanoma stadija III z mutacijo BRAF V600; za to indikacijo se uporablja v kombinaciji s trametinibom;
- zdravljenje odraslih z  napredovalim nedrobnoceličnim pljučnim rakom z mutacijo BRAF V600; za to indikacijo se uporablja v kombinaciji s trametinibom.

## Mehanizem delovanja
Zaviralci B-raf-kinaze (vrste nereceptorske serin/treonin-kinaze), kot je zdravilo dabrafenib, blokirajo čezmerno aktivnost mutirane beljakovine B-raf. Onkogene mutacije BRAF, kot je mutacija na položaju V600, namreč povzročijo konstitutivno aktiviranje poti RAS/RAF/MEK/ERK in s tem nenadzorovano rast celic.

## Odpornost proti zdravilu
Rakava celica lahko zaviranje beljakovine B-raf zaobide tako, da beljakovino MEK stimulira po drugi poti. Tako se pojavi odpornost proti dabrafenibu in s tem nova nenadzorovana rast celic. Klinična preskušanja so pokazala, da se odpornost proti dabrafenibu in drugim BRAF-zaviralcem pojavi povprečno po šestih do sedmih mesecih zdravljenja.